# Conus adversarius
Conus adversarius é uma espécie de gastrópode do gênero Conus, pertencente à família Conidae.